# Limitador
Em eletrônica, um limitador é um circuito que permite a passagem de sinais abaixo de uma entrada específica de força sem impedimentos enquanto atenua os picos de sinais fortes que excedem tal entrada de força. Limitação é um tipo de compressão de amplitude dinâmica. Em gravação de som, engenheiros de masterização frequentemente usam limitação combinada com algum ganho composto para aumentar o volume percebido de uma gravação de áudio durante o processo de master recording.